# Agnes Janson
Agnes Sofia Charlotta Janson (från 1896 Fischer), född 20 juni 1861 i Stockholm, död 17 januari 1947 i Diamond Creek i Victoria, Australien, var en svensk konsert- och operasångerska (alt).
Janson var dotter till muraren Per Adolf Jansson. Hon studerade sång vid Musikkonservatoriet 1876–1881 för Julius Günther och senare för Hugo Beyer.
Hon framträdde offentligt första gången 1882 i Stockholm, då hon vid en av Musikföreningens konserter sjöng Olufs moders parti i Niels W. Gades Elverskrud. Hon debuterade 1883 på Kungliga Teatern som Azucena i Trubaduren. Under 1883–1885 tillhörde Janson Kungliga Teatern, varefter hon fortsatte sina sångstudier utomlands, bland annat vid Royal Academy of Music i London 1886–1887 för Alberto Randegger. Hon konserterade i Stockholm 1887 och 1898. Janson uppträdde sedan på scenen, bland annat på Convent Garden-teatern i London, samt på scener i England, Skottland och Irland samt begav sig 1900 på en turné i Australien. Hon blev professor i sång vid Melbournes konservatorium 1907, en befattning hon innehade till 1927. Från 1938 var hon bosatt i Diamond Creek, Victoria, Australien.
Jansson sjöng bland annat Fidès i Profeten, Zigenardrottningen i Zigenerskan, Martha och Siebel i Faust, Amneris i Aida och titelrollen i Carmen samt inom den svenska repertoaren Bergadrottningen i Den bergtagna och Bera i Harald Viking. Hon tilldelades Litteris et artibus 1909.
Hon gifte sig med den danske konsult Andreas Morten Hammer Fischer 1896.